# Composants analogiques programmables
Un composant analogique programmable (FPAA, en référence au circuit logique programmable, ou FPGA) est, comme son homologue numérique, un circuit intégré qui peut être reprogrammé après sa fabrication.
Il est composé de cellules analogiques, ce qui lui permet de réaliser toutes les fonctions analogiques souhaitées (dans la limite des possibilités d’interconnexion). 
Le langage de programmation de ce composant est une extension du VHDL, le VHDL-AMS.